# ونیمکولم ای
ونیمکولم ای (به انگلیسی: Vaniyamkulam-I) یک روستا در هند است که در کرالا واقع شده‌است.

## خصوصیات
ونیمکولم ای ۱۴٬۴۰۲ نفر جمعیت دارد.